# Alemanha Oriental nos Jogos Olímpicos de Inverno de 1984
A Alemanha Oriental mandou 56 competidores que disputaram oito modalidades nos Jogos Olímpicos de Inverno de 1984, em Sarajevo, na Iugoslávia. A delegação conquistou 24 medalhas no total, sendo nove de ouro, nove de prata, e seis de bronze.